# Serge Grisoni
Pour les articles homonymes, voir Grisoni.
Serge Grisoni (né le 23 octobre 1925 à Vallauris et mort le 2 avril 2017 à Grasse) est un athlète français, spécialiste du lancer du disque.

## Biographie
Il remporte trois titres de champion de France du lancer du disque, en 1950, 1957 et 1958.
En août 1958, à Poitiers, il établit un nouveau record de France du lancer du disque avec la marque de 51,59 m
L'ancien record appartenait depuis 1935 à Paul Winter avec 50,71 m.

### Palmarès
- Championnats de France d'athlétisme :
  - vainqueur du lancer du disque en 1950, 1957 et 1958.

### Records
| Épreuve          | Performance | Lieu | Date |
| ---------------- | ----------- | ---- | ---- |
| Lancer du disque | 51,59 m     |      | 1958 |